# Антонимина
Антонимина (итал. Antonimina) — коммуна в Италии, расположена в области Калабрия, подчиняется административному центру метропольный город Реджо-ди-Калабрия.
Население коммуны, на 01.01.2024 года, составляет 1170 человек, плотность населения — 51,07 чел./км². Коммуна занимает площадь 22,91 км². 
Почтовый индекс — 89040. Телефонный код — 0964.
Святым покровителем коммуны почитается святитель Николай Мирликийский, празднование 6 декабря.

## Демография
Название жителей — антониминези.
Динамика населения:

## Администрация коммуны
Главой коммуны является мэр Джузеппе Мурдака, с 13 июня 2022 года.